# ЦСКА-2 (футбольный клуб, Киев)
ЦСКА-2 — украинский футбольный клуб, существовавший в 1996—2001 годах. Фарм-клуб (вторая команда) киевского ЦСКА.

## История
В середине сезона 1994/95 годов на базе выступавшего в первой лиге бориспольского «Борисфена» при участии Министерства обороны и коммерческих структур был создан клуб «ЦСКА-Борисфен», домашние матчи во втором круге он проводил в Киеве. Участвовавшая в турнире третьей лиги команда ЦСКА фактически стала второй командой армейского клуба. По итогам сезона ЦСКА вышел во вторую лигу.
Сезон-1995/96 ЦСКА провёл во второй лиге и завоевал путёвку в первую лигу на будущий сезон. Главная команда клуба — «ЦСКА-Борисфен», по итогам предыдущего сезона добившаяся повышения в классе, играла в высшей лиге.
В ходе сезона-1996/97 произошёл раскол в клубе «ЦСКА-Борисфен», армия изъявляла желание иметь собственный клуб высшей лиги, и «ЦСКА-Борисфен» переименовали в ЦСКА. При этом команда, которая вышла из второй лиги в первую, стала называться ЦСКА-2.
Фарм-клуб провел пять полноценных сезонов в первой лиге, среди которых самым высоким местом стало пятое в сезоне 1999/00.
В декабре 2001 года, во время зимнего перерыва сезона 2001/02 годов, киевская мэрия и министерство обороны приняли решение создать совместную команду «Арсенал» (Киев), которую сформировали на базе первой команды армейского клуба. Вторая команда (ЦСКА-2) перестала быть фарм-клубом и была переименована в ЦСКА (Киев).

## Статистика
| Сезон   | Дивизион    | Место | И  | В  | Н  | П  | М     | О   | Название                | Примечания |
| ------- | ----------- | ----- | -- | -- | -- | -- | ----- | --- | ----------------------- | --- |
| 1994/95 | Третья лига | 1     | 42 | 32 | 5  | 5  | 81—28 | 101 | ЦСКА                    | Со второго круга ЦСКА фактически стал второй командой армейского клуба. Первой командой стал «ЦСКА-Борисфен» — объединившись с «Борисфеном», играл в первой лиге-1994/95                                                      |
| 1995/96 | Вторая лига | 1     | 40 | 27 | 8  | 5  | 61—27 | 89  | ЦСКА                    | Главная команда — «ЦСКА-Борисфен», выступала в высшей лиге-1995/96; в любительском чемпионате — ЦСКА-2 |
| 1996/97 | Первая лига | 19    | 46 | 15 | 9  | 22 | 37—56 | 54  | ЦСКА-2                  | «ЦСКА-Борисфен» переименован в ЦСКА. Играл в высшей лиге. |
| 1997/98 | Первая лига | 12    | 42 | 18 | 5  | 19 | 56—44 | 59  | ЦСКА-2                  | «ЦСКА-Борисфен» переименован в ЦСКА. Играл в высшей лиге. |
| 1998/99 | Первая лига | 11    | 38 | 14 | 10 | 14 | 45—48 | 52  | ЦСКА-2                  | «ЦСКА-Борисфен» переименован в ЦСКА. Играл в высшей лиге. |
| 1999/00 | Первая лига | 5     | 34 | 16 | 6  | 12 | 38—26 | 54  | ЦСКА-2                  | «ЦСКА-Борисфен» переименован в ЦСКА. Играл в высшей лиге. |
| 2000/01 | Первая лига | 8     | 34 | 15 | 1  | 18 | 36—43 | 46  | ЦСКА-2                  | «ЦСКА-Борисфен» переименован в ЦСКА. Играл в высшей лиге. |
| 2001/02 | Первая лига | 14    | 34 | 10 | 9  | 15 | 33—38 | 41  | ЦСКА-2 (в первом круге) | Как ЦСКА-2 провёл только первую часть сезона. В зимнем перерыве на базе первой команды армейского клуба сформирован ФК «Арсенал». Со второй половины сезона ЦСКА-2 переименован в ЦСКА, превратившись в главную команду клуба |